# Папе, Гюнтер
Гюнтер Папе (нем. Günther Pape; 15 июля 1907, Дюссельдорф, Германская империя — 21 января 1986, Дюссельдорф, ФРГ) — немецкий военачальник, генерал-майор вермахта, генерал-майор бундесвера. Один из создателей танковых войск бундесвера.

## Биография
Вступил на военную службу в 1927 году, определён в 15-й Прусский кавалерийский полк рейхсвера. В 1932 г. ему присвоен чин лейтенанта. С октября 1935 г. служил адъютантом 3-го мотоциклетного батальона 3-й танковой дивизии. С 1938 г. командовал ротой в этом батальоне.
Участник Второй мировой войны. Принимал участие в Польской (1939) и Французской кампаниях (1940). Сражался с РККА на Восточном фронте.
По состоянию на 1 сентября 1941 года был командиром разведки 3-й танковой дивизии. В сентябре 1942 года — подполковник. С августа 1942 до октября 1943 года — командир 394-го панцергренадерскового полка 3-й танковой дивизии.
В июле 1944 года назначен командиром танковой дивизии «Фельдхернхалле 1». Был одним из самых молодых генералов вермахта, получивших звание генерал-майора (1 декабря 1944 года) .
В начале 1945 года его дивизия понесла тяжёлые потери во время Будапештской операции РККА, после чего отступила в Австрию, где в мае 1945 года сдалась советским войскам. Сам Г. Папе попал в плен раненым, 24.5.45. лечился в госпитале г.Писек.
В мае 1947 года он был освобождён. В ноябре 1956 года зачислен на службу в бундесвер. Командовал учебным танковым центром в Мюнстере, затем — 5-й танковой дивизией бундесвера.
Бригадный генерал с 1962 г. С июля 1962 года командовал войсками III военного округа (Дюссельдорф). В результате конфликта и несогласия с решениями командования бундесвера и рядом генералов в августе 1966 года подал в отставку.

## Награды
- Медаль «За выслугу лет в вермахте» 4-го и 3-го класса (12 лет)
- Железный крест 2-го класса (20 сентября 1939)
- Железный крест 1-го класса (21 мая 1941)
- Нагрудный знак «За танковую атаку» в серебре
- Немецкий крест в золоте (23 января 1942)
- Рыцарский крест Железного креста с дубовыми листьями
  - крест (10 февраля 1942) — вручён лично Адольфом Гитлером.
  - листья (№301; 15 сентября 1943)
- Почётная пряжка на ленте для сухопутных войск (5 декабря 1944)
- Упоминание в Вермахтберихт (20 декабря 1944)[3]
- Нагрудный знак «За ранение» в золоте
- Командорский крест Ордена «За заслуги перед Федеративной Республикой Германия» (1967)